# Arnad
Arnad (arpità  Arnà) és un municipi italià, situat a la regió de Vall d'Aosta. L'any 2007 tenia 1.299 habitants. Limita amb els municipis de Bard, Challand-Saint-Victor, Donnas, Hône, Issime, Issogne, Perloz, Pontboset i Verrès.

## Administració

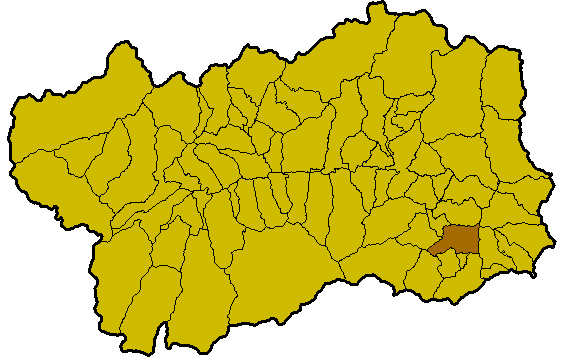
Situació d'Arnad a la Vall

| Període | Identitat    | Partit           |
| ------- | ------------ | ---------------- |
| 2005-   | Pierre Bonel | Unió Valldostana |